# Argentine (Michigan)
Argentine is een plaats (census-designated place) in de Amerikaanse staat Michigan, en valt bestuurlijk gezien onder Genesee County.

## Demografie
Bij de volkstelling in 2000 werd het aantal inwoners vastgesteld op 2285.

## Geografie
Volgens het United States Census Bureau beslaat de plaats een oppervlakte van
8,5 km², waarvan 6,4 km² land en 2,1 km² water.

## Plaatsen in de nabije omgeving
De onderstaande figuur toont nabijgelegen plaatsen in een straal van 12 km rond Argentine.